# Är vi endast gräs som skall förtorka
Är vi endast gräs som skall förtorka är en psalm med text skriven 1967 av Arne Widegård och musik skriven samma år av Dan-Olof Stenlund. Texten bearbetades 1971.  Texten till psalmen är hämtad ur Psaltaren 103:15-17, Jesaja 40:6-8 och Johannesevangeliet 11:25-26.

## Publicerad i
- Herren Lever 1977 som nummer 938 under rubriken "Framtid och hopp".[1]